# Корецькі граніти (заказник)
Коре́цькі грані́ти — геологічний заказник місцевого значення в Україні. Розташований у межах Корецького району Рівненської області, між селом Новий Корець та містом Корець. 
Площа 15 га. Статус надано 1979 року. Перебуває у віданні Корецької міської ради. 
Заказник створений з метою збереження гранітних скель на березі річки Корчик. Граніт темно-сірий, складається з кварцу, польового шпату, біотиту, а також тонких прожилок графіту. 

## Галерея

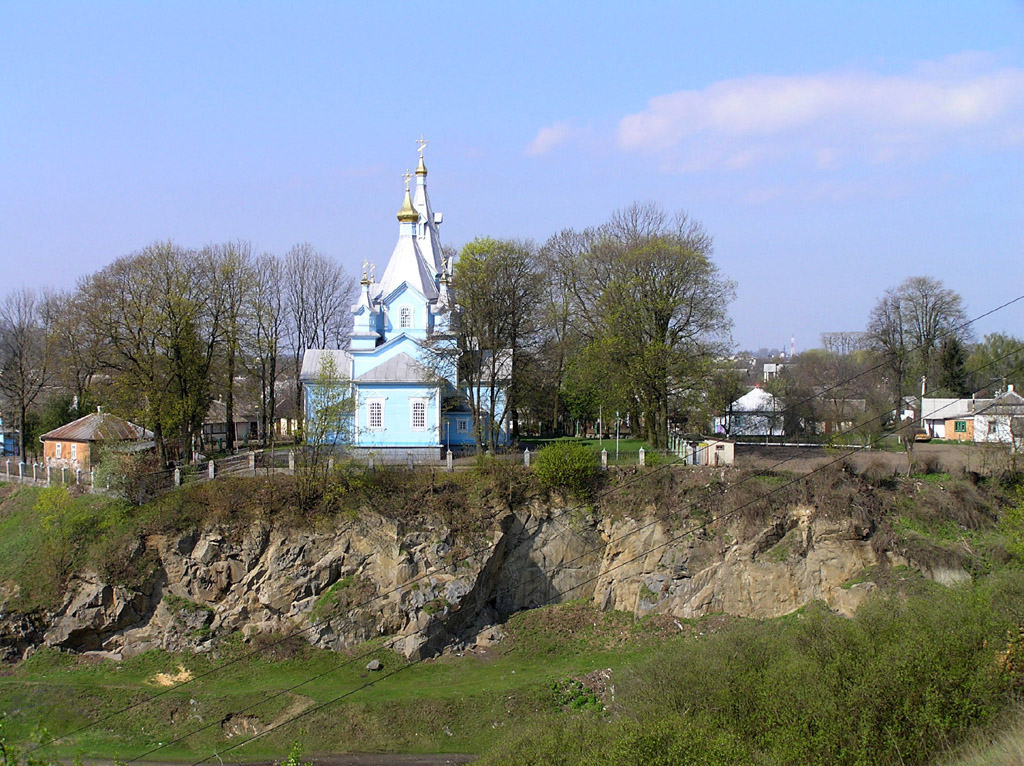
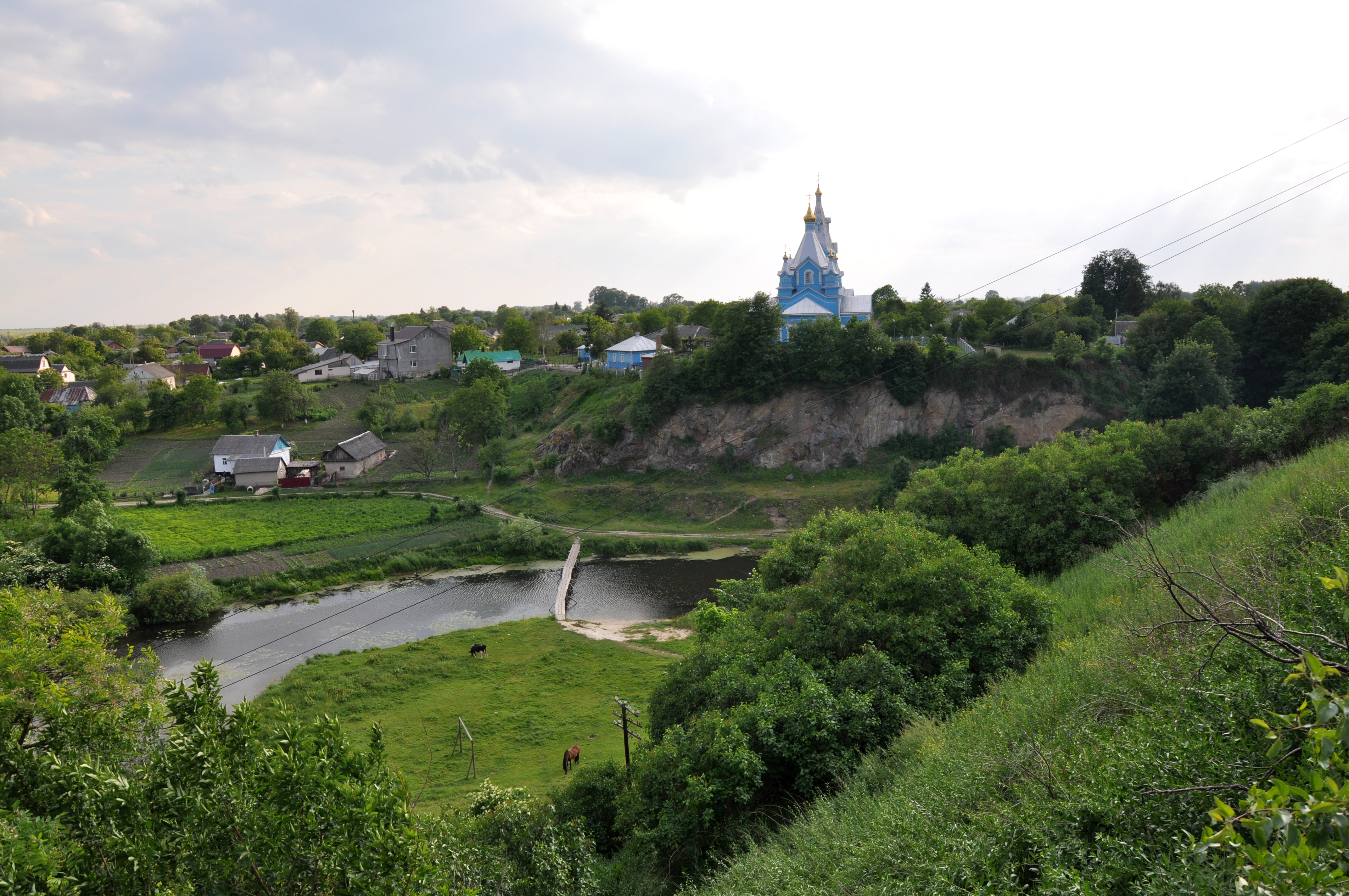
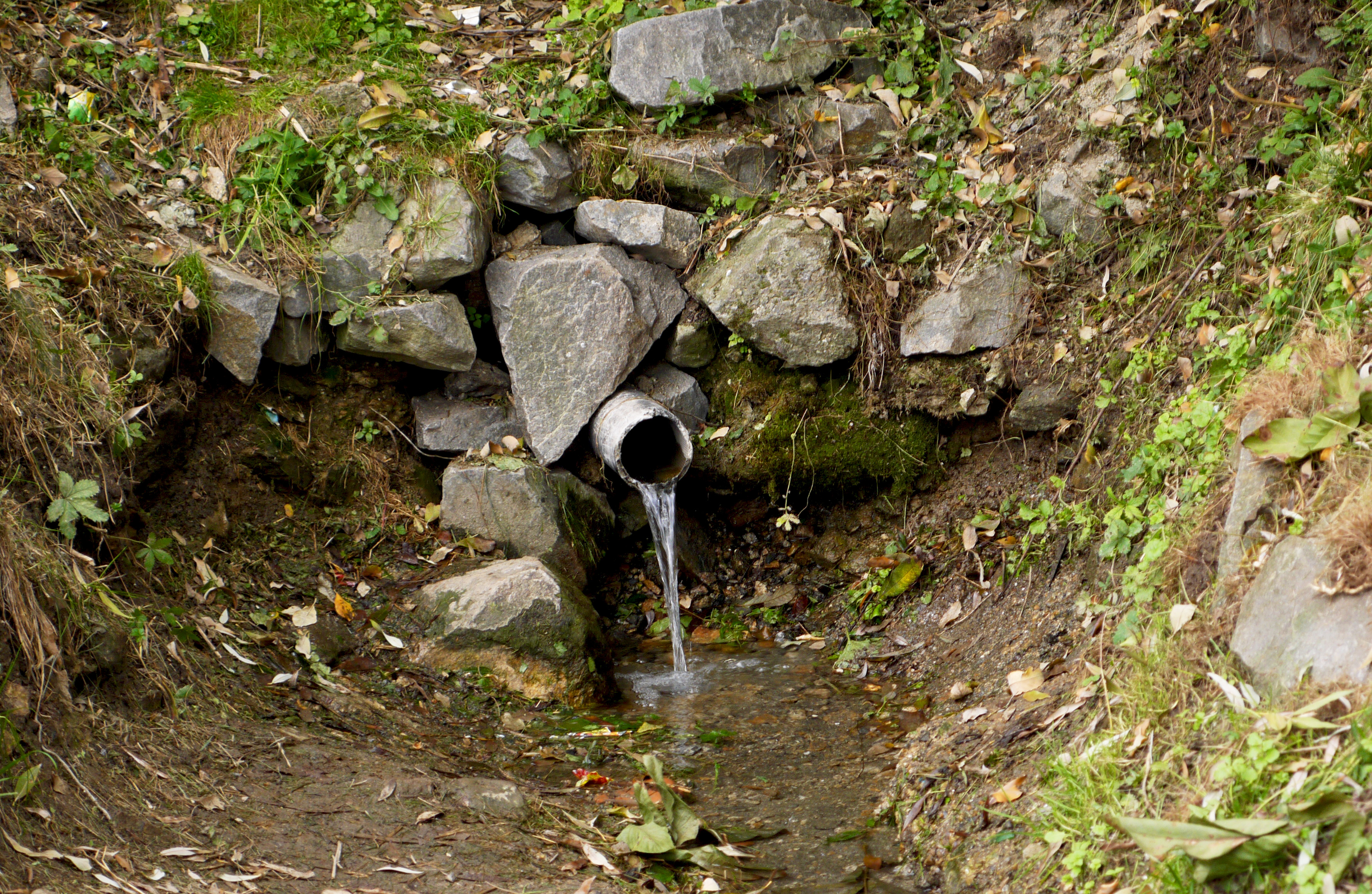
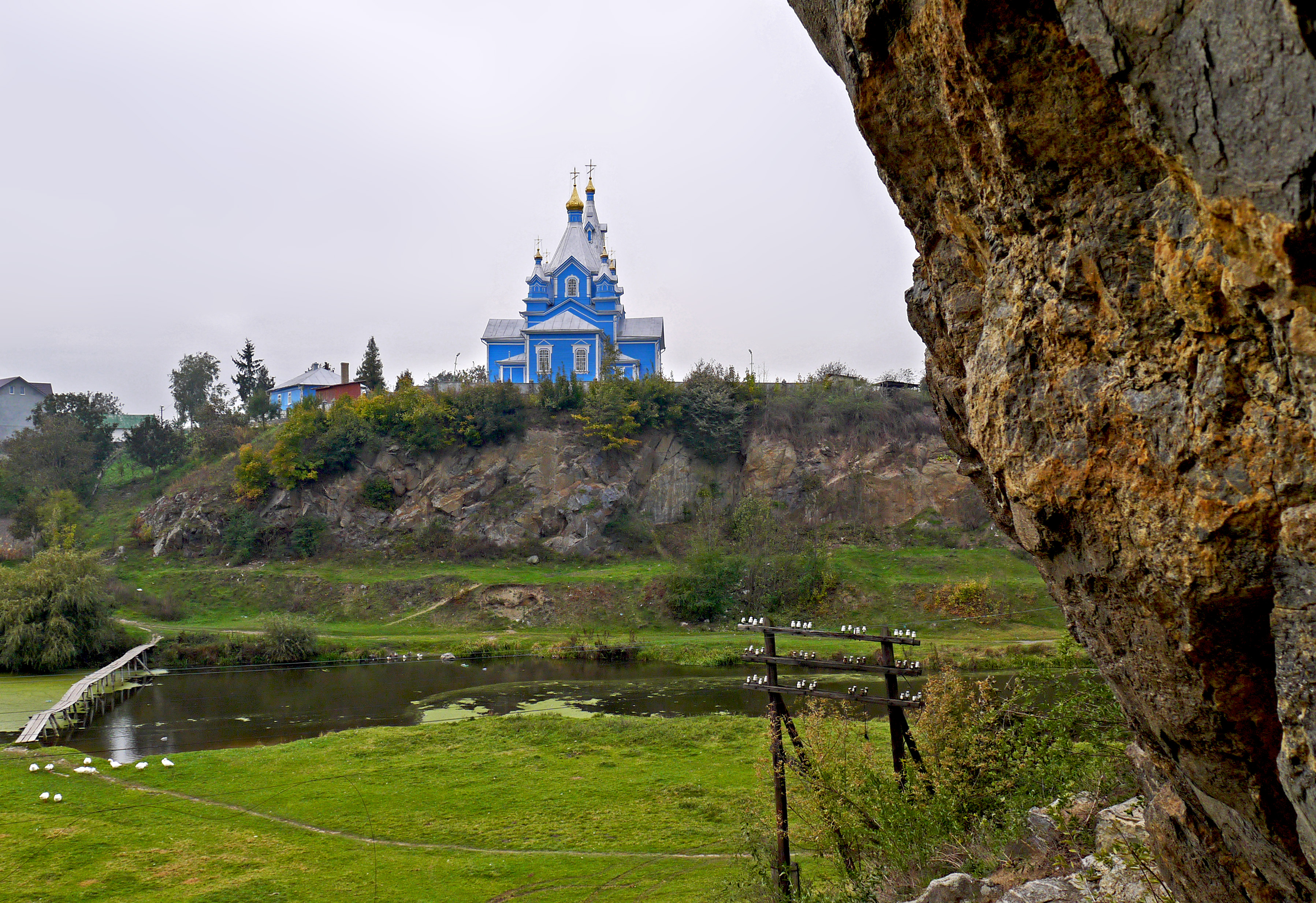
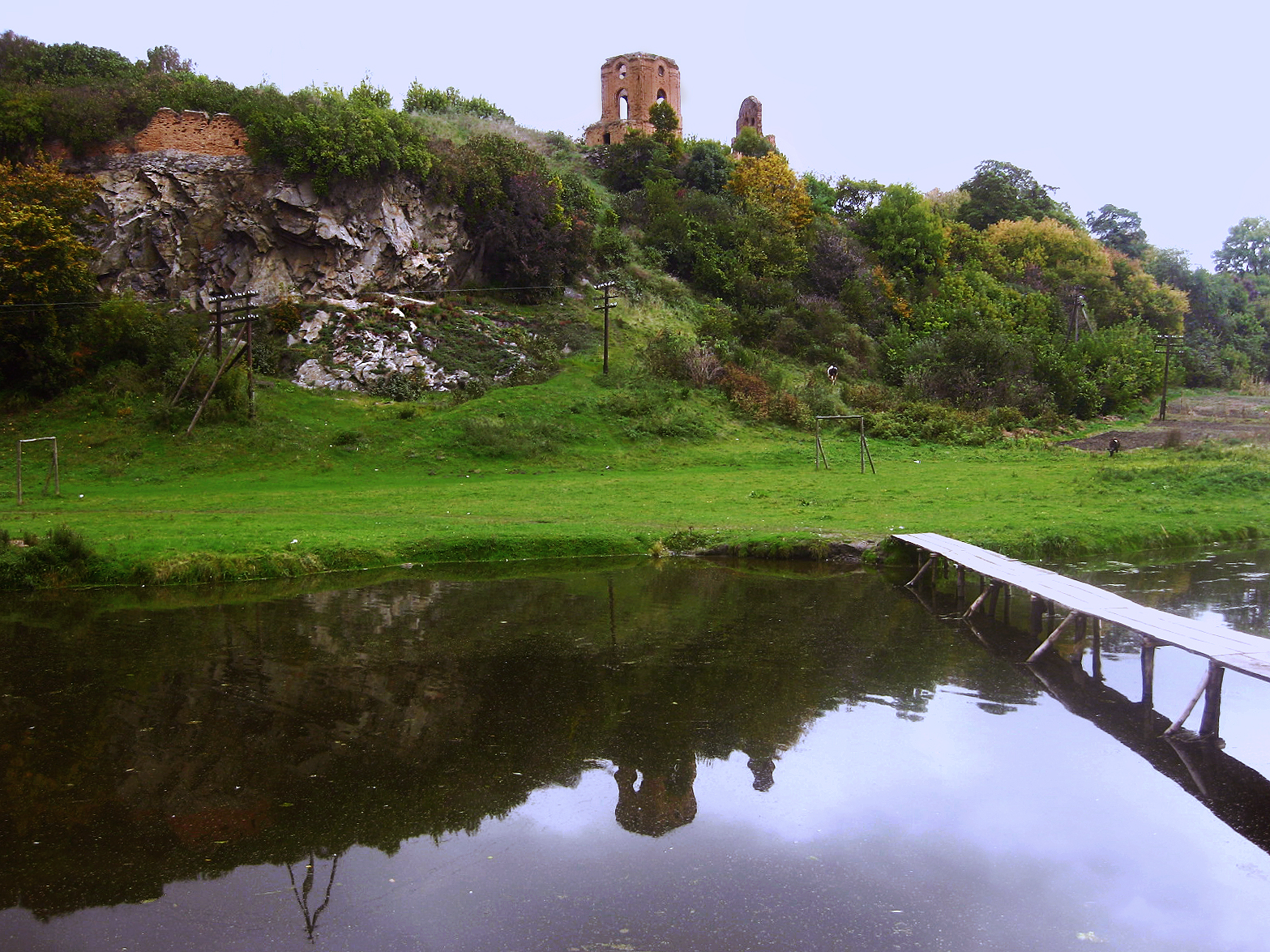